# Andrzej Przekwas
Andrzej Przekwas (ur. 19 grudnia 1963 w Inowrocławiu) – generał brygady Sił Zbrojnych Rzeczypospolitej Polskiej.

## Życiorys
Andrzej Przekwas w 1986 ukończył Wyższą Szkołę Oficerską Wojsk Zmechanizowanych i rozpoczął zawodową służbę wojskową w 49 Pułku Zmechanizowanym na stanowisku dowódcy plutonu rozpoznawczego. W 1991 ukończył Wyższy Kurs Doskonalenia Oficerów Rozpoznania Ogólnowojskowego, a w 1998 w Szkole Wojsk Lądowych Bundeswehry specjalistyczny kurs przygotowujący do objęcia stanowiska służbowego w Wielonarodowym Korpusie Północ-Wschód. Absolwent Akademii Obrony Narodowej w 1995, a po jej ukończeniu zajmował stanowiska służbowe w 13 Brygadzie Zmechanizowanej, 2 Batalionie Rozpoznawczym, dowództwie Wielonarodowego Korpusu Północ-Wschód, dowództwie 1 Korpusu Zmechanizowanego, 6 Brygadzie Kawalerii Pancernej oraz był dowódcą 1 Brygady Pancernej w latach 2009–2013. 
Od marca do listopada 2001 służył w Polskim Kontyngencie Wojskowym Kosowo wchodzącym w skład KFOR, a w 2003 ukończył kurs taktyczno-operacyjny integracji z NATO. W latach 2004 i 2006 żołnierz pełnił służbę w składzie Międzynarodowych Sił Stabilizacyjnych w Republice Iraku na stanowisku Szefa Oddziału Rozpoznania PKW Irak. 
W 2007 ukończył Studium Polityki Obronnej w Akademii Obrony Narodowej i zaczął pełnić obowiązki Zastępcy Szefa Zarządu Planowania Operacyjnego (P-3) Sztabu Generalnego Wojska Polskiego oraz Zastępcy Szefa Zarządu Analiz Wywiadowczych i Rozpoznawczych (P-2) Sztabu Generalnego WP. 15 sierpnia 2007 awansowany przez Prezydenta Rzeczypospolitej Polskiej Lecha Kaczyńskiego na stopień wojskowy generała brygady. W 2010 został odznaczony przez Bronisława Komorowskiego Krzyżem Komandorskim Orderu Krzyża Wojskowego. 
W latach 2013–2015 był zastępcą szefa sztabu ds. wsparcia w europejskim korpusie szybkiego reagowania w Strasbourgu we Francji. Od 2016 był Szefem Zarządu Rozpoznania i Wywiadu J2 w Naczelnym Dowództwie Sił Sojuszniczych NATO w Europie (SHAPE) w belgijskim Mons. Od 2020 do 2022 zastępca dowódcy – szef sztabu w 16 Dywizji Zmechanizowanej. Zawodową służbę wojskową zakończył w styczniu 2022.